# Emilio Betti
Pour les articles homonymes, voir Betti.
Emilio Betti est un juriste et philosophe italien né en 1890 et mort en 1968.

## Biographie
Il est l'auteur de Théorie générale de l'interprétation publié en 1955. Dans cet ouvrage il défend une forme d'herméneutique inspirée par Friedrich Schleiermacher et Wilhelm Dilthey contre une approche heideggerienne. Chez Heidegger, L'herméneutique devient un moyen pour comprendre l'être même, ce qui amène une acceptation d'un subjectivisme de l'interprète. Au contraire Betti considère que la précompréhension nuit à l'interprétation. Si son ouvrage majeur a peu d'impact il n'en est pas de même pour deux pamphlets rédigés en allemand Fondation d'une théorie générale de l'interprétation publié en 1954 et L'herméneutique comme méthodologie générale des sciences humaines de 1962. Dans cet essai est particulièrement visée la philosophie de Hans-Georg Gadamer qui, inspiré par Heidegger, promeut l'acceptation des préjugés pour valider la vérité des sciences humaines .